# پرایمال مانیتور (دی سی کامیکس)
پرایمال مانیتور (به انگلیسی: The Primal Monitor) شخصیت خیالی به نمایندگی از نویسندگان کمپانی دی‌سی کامیکس است. اطلاعات دقیقی از این در دسترس نیست. این نهاد و تجسم نخستین بار در بحران نهایی: «سوپرمن فراتر شماره ۱» ظاهر شد. در واقع کاغذی است که نویسنده روی آن می‌نویسد و نقاشی کامیک را می‌کشد.
اوروید سومین موجود قدرتمند فیکشن و دی سی بعد از لوایاتان نانوشته‌ها و رایتر است. او توانایی انجام هرکاری را دارد. یکی از نکات جالب این موجود این است که لوسیفر توانسته وارد این موجود شود و از ضربه این موجود که می‌تواند کل فیکشن و دی سی را به راحتی نابود کند جان سالم به در برده است.
به عبارت ساده مانیتور اولیه، بوم مورد استفاده نویسنده است، زیرا دایره قرمز بالا مانیتور اولیه نیست. سفید خالی است. او اولین بار در «سوپرمن فراتر شماره 1» ظاهر شد. او به قدری بی‌نهایت گسترده است که کل خلاقیت‌ها برای او هیچ چیز نیستند، منطق، واقعیت، خلاقیت‌ها از او کوتاه ترند. دکس نوو از آن به عنوان 'اُور مانیتور' نام برد.

## معرفی
در واقع همان صفحهٔ سفید خالی و منبع ایجاد فرنچایز دیسی است که نویسنده (رایتر) روی آن می‌نویسد و طراحی می‌کند. اور ووید فراتر از درک همه و سطوح واقعیت وجود دارد. پس از آگاهی از وجود یک نقص آن (مانیتور دکس نوو) را برای بررسی آن آورد اما پس از برخورد با نقص و کشف مولتیورس مملو از میکروب‌های معروف به داستان که درحال تکثیر بودن (دکس نوو) به آن‌ها آلوده شد و دفاع مانیتور ذهن اور ووید را از بین برد و در نهایت مانیتور خودش را به مندراک دکس نوو و کازمیک آرمور سوپرمن تقسیم کرد و پس از این رویداد اور ووید روایت‌ها و داستان‌های بیشماری را از خودش متراکم کرد.
مانیتور ذهن اور ووید در برابر کازمیک آرمور سوپرمن و داستان سوپرمن بی دفاع است و همچنین مانیتور ذهن اور ووید نتوانست مندراک دکس نوو را که از کازمیک آرمور سوپرمن شکست خورد، حذف و پاک کند و تنها توانست آن را بسیار ضعیف کند که در کمیک آنکسپکتد شاهد آن بودیم.

## توانایی‌ها و قدرت‌ها
او به عنوان قادر مطلق، توانایی‌های نامحدودی دارد. همه چیز را می‌داند (دانایی مطلق) و در همه جا حضور دارد (حضور مطلق). او تمام قدرت‌های کیهانی را دارا است و می‌تواند داستان کامیک را تغییر دهد. گفته می‌شود که او خالق پرزنس (دی سی کامیکس) است. گرچه پرزنس در مجموعه لوسیفر اظهار داشته است که او پایان ناپذیر و جاودان است، اما به این مسئله نیز اشاره کرده که توسط نیروهای خارجی شکل گرفته است، و به وسیلهٔ مایک کری (نویسنده انگلیسی) نیز تأیید شده است که این تنها افکار و خیالات بشریت می‌باشد.

## نکته جالب
پرایمال مانیتور (مانیتورذهن) اور ووید، دکس نوو را وارد خلقت دیسی کرد اما نکته جالب این است که پس از اینکه دکس نوو از کازمیک آرمور سوپرمن شکست خورد و به درون پرایمال مانیتور اور ووید افتاد در اینجا اور ووید چندین بار سعی کرد دکس نوو را حذف و پاک کند اما نتیجه ای نداد و دکس نوو هنوز هم زنده بود. تنها نتیجه مثبت این بود که توانست دکس نوو را درون مولتیورس تاریک بسیار ضعیف کند.